# 野迫川郵便局
野迫川郵便局（のせがわゆうびんきょく）は、奈良県吉野郡野迫川村にある郵便局。民営化前の分類では集配特定郵便局であった。
野迫川村では唯一の金融機関である。
2015年（平成27年）の1日の利用者は約20人に減少している。

## 概要
住所：〒648-0399 奈良県吉野郡野迫川村北股111-1

## 沿革
- 1882年（明治15年）9月30日 - 池津川（いけつがわ）郵便局（五等）として開設[2]。
- 1885年（明治18年）10月16日 - 貯金取扱を開始。
- 1890年（明治23年）12月16日 - 為替取扱を開始。
- 1976年（昭和51年）9月9日 - 電話交換業務を五条電報電話局に移管[3]。
- 1992年（平成4年）11月30日 - 野迫川村池津川から同村北股に移転するとともに、野迫川郵便局に改称。
- 2007年（平成19年）3月5日 - ゆうゆう窓口（郵便時間外窓口）を廃止し、配達センター局に移行。
- 2007年（平成19年）10月1日 - 民営化に伴い、併設された郵便事業橋本支店野迫川集配センターに一部業務を移管。
- 2012年（平成24年）10月1日 - 日本郵便株式会社発足に伴い、郵便事業橋本支店野迫川集配センターを野迫川郵便局に統合。

## 取扱内容
- 郵便、印紙、ゆうパック、内容証明
- 貯金、為替、振替、振込、国際送金、国債
- 生命保険、バイク自賠責保険
- 宝くじの販売
- ゆうちょ銀行ATM（ホリデーサービス実施） - 野迫川村では唯一のATMである[1]
- 「648-03xx」区域（吉野郡野迫川村のうち今井、上、中、平川、柞原を除く地域[4]）の集配業務

## 風景印
- 図柄は平維盛塚とウグイス、荒神岳と雲海。局名表記は「奈良　野迫川」
- 使用開始日は1993年（平成5年）11月30日

## 周辺
- 野迫川村役場
- 野迫川村立野迫川小学校
- 野迫川村立野迫川中学校
- 北股川

## アクセス
- 南海りんかんバスもしくは野迫川村営バス 野迫川村役場停留所にて下車
- 奈良県道733号川津高野線沿い
- 駐車場あり：2台